# منطقه جبله
منطقه جبله (به عربی: منطقة جبلة) یک منطقه در سوریه است که در استان لاذقیه واقع شده‌است.

## خصوصیات
منطقه جبله ۴۸۵٫۵۴ کیلومترمربع مساحت و ۱۹۶٬۱۷۱ نفر جمعیت دارد.